# Radio Poznań

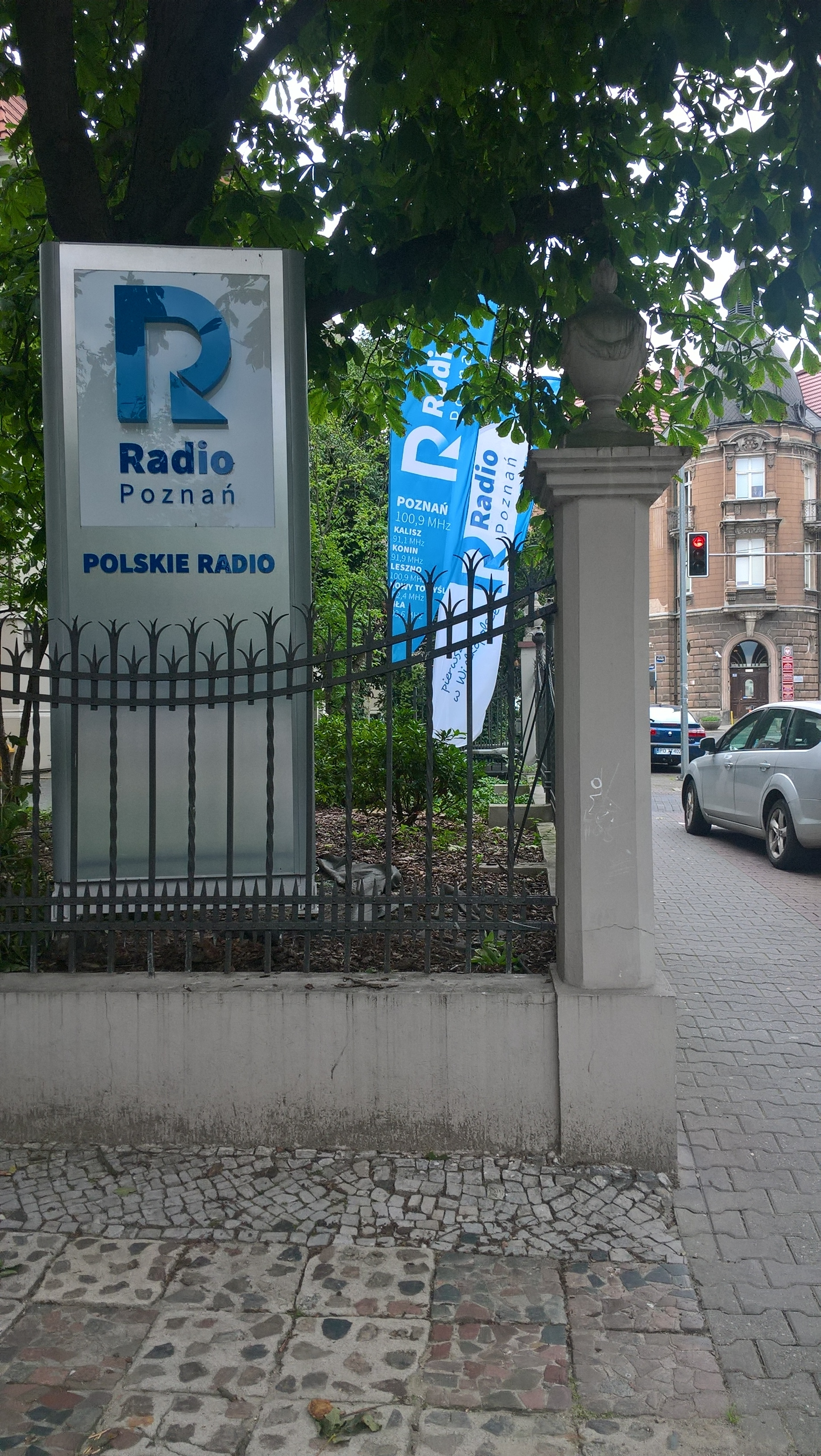
Nowe logo radia przed siedzibą główną

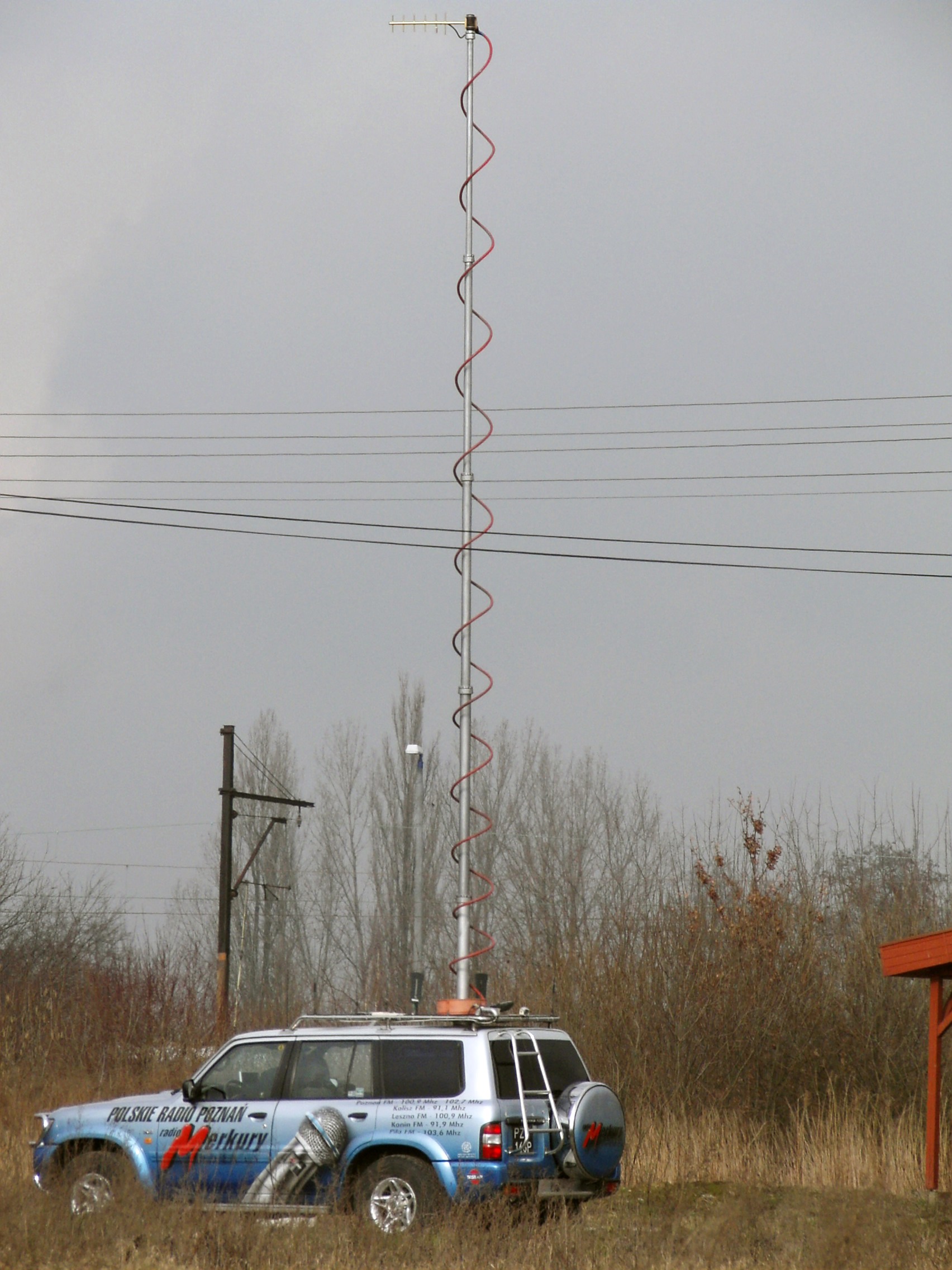
Masztowy wóz reporterski gotowy do relacji na żywo. Na bazie Nissana 4×4 – widok na stare logo radia

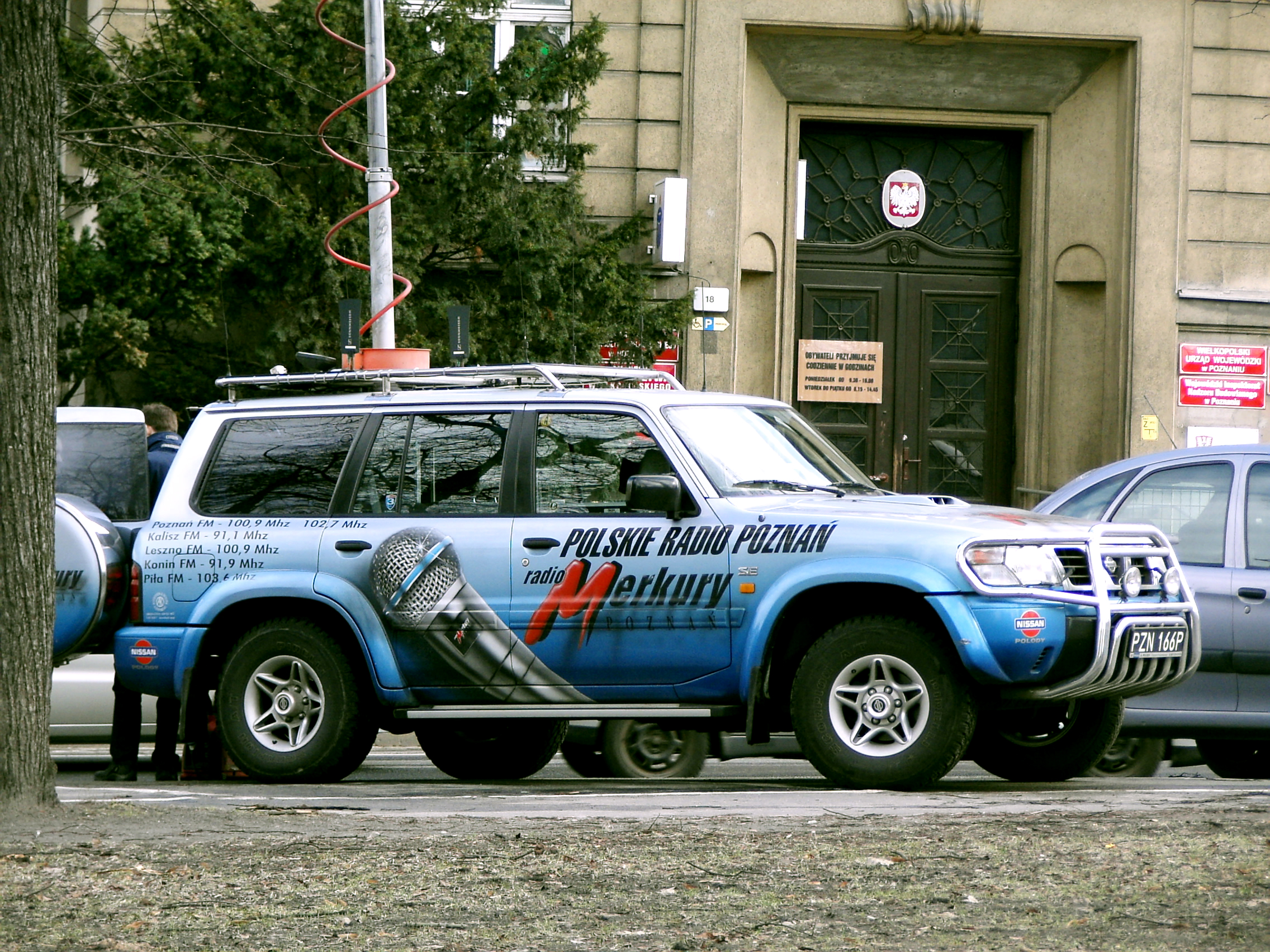
Wóz reporterski Radia Merkury

Radio Poznań (dawniej Radio Merkury) – regionalna rozgłośnia Polskiego Radia (należąca do porozumienia Audytorium 17) z siedzibą w Poznaniu w dzielnicy Łazarz.

## Historia
Radio Poznań (dawniej Radio Merkury) to pierwsza poznańska stacja radiowa. Z uwagi na publiczny charakter rozgłośni a także zawiłości własnościowe, przyjmuje się, iż jest ono sukcesorem przedwojennego Radja Poznańskiego. Pierwsza emisja odbyła się 24 kwietnia 1927 o godz. 17. Przez ponad 6 lat radio było autonomiczną jednostką stworzoną i prowadzoną przez lokalnych społeczników. W październiku 1933 poznańska stacja weszła w struktury Polskiego Radia w Warszawie. W okresie powojennym działała jako Radio Poznań (jednym z długoletnich współpracowników był Stanisław Strugarek) w willi przy ul. Berwińskiego 5. W 1989 roku, wraz z pojawieniem się stacji komercyjnych, w tym lokalnych, stacja zmieniła oznaczenie antenowe na „Radio Merkury Poznań”. Od 1 października 1993 firma radia brzmiała Polskie Radio Regionalna Rozgłośnia w Poznaniu „Radio Merkury” spółka akcyjna; 24 kwietnia 2017 radio otrzymało zgodę Ministerstwa Kultury i Dziedzictwa Narodowego na zmianę nazwy na Polskie Radio Regionalna Rozgłośnia w Poznaniu „Radio Poznań” (w skrócie „Radio Poznań”).
Od kwietnia 2017 roku znów działa jako Radio Poznań. Przejściowo przez rok używano równolegle obu nazw – Radio Poznań i Radio Merkury. Wygaśnięcie nazwy „Radio Merkury” nastąpiło w kwietniu 2018 roku.
29 grudnia 2023 roku postawione w stan likwidacji, której otwarcie sąd wpisał do KRS 6 lutego 2024 roku.

## Program
Początkowo na antenie poznańskiego radia (zgodnie z przedwojennymi wzorcami) gościło głównie słowo mówione oraz muzyka poważna. Stałymi pozycjami były m.in. poranna gimnastyka, nauka języków obcych, słuchowiska oraz szeroko pojęta kultura. Stawiano jednak także na nowoczesne przedsięwzięcia.
W Niedzielę Wielkanocną 17 kwietnia 1927, Radio Poznańskie przeprowadziło pierwszą polską radiową transmisję mszy. Uroczystość odbyła się w poznańskiej katedrze na Ostrowie Tumskim. Dzień wcześniej, w Wielką Sobotę 16 kwietnia 1927, z tego samego miejsca transmitowano nabożeństwo i procesję rezurekcyjną. Jak podaje Maciej Szczepaniak w wydanej w 2013 książce Msza fonogeniczna, uznawana w literaturze przedmiotu za pierwszą transmisję mszy audycja z 3 maja 1927 była w rzeczywistości pierwszą mszą retransmitowaną (przez rozgłośnie Polskiego Radia w Poznaniu, Krakowie i Warszawie).
11 sierpnia 1929 rozgłośnia przeprowadziła pierwszą w Polsce radiową transmisję z meczu piłkarskiego (pomiędzy polską Wartą Poznań a holenderskim Philips Eindhoven). Relację prowadził Ludomir Budziński – wówczas student medycyny, późniejszy czołowy polski sprawozdawca.
Po roku 1989 program już wtedy Radia Merkury został w dużej części skomercjalizowany. Pojawiły się reklamy, konkursy antenowe, lista przebojów, nowoczesna oprawa dźwiękowa (dżingle), profesjonalne serwisy informacyjne i przede wszystkim współczesna muzyka pop-rockowa. W odróżnieniu od stacji stricte komercyjnych Radio Merkury zachowało jednak wiele audycji i programów tematycznych, także o charakterze społecznym. Od 1 lutego 2012 Radio Merkury emituje lokalne serwisy informacyjne z największych miast regionu: Poznań, Piła, Kalisz i Konin. Na lokalnych częstotliwościach można usłyszeć serwisy lokalne zgodne z danym subregionem. Serwisy lokalne nadawane są o godzinie 07:30, 15:30 oraz 20:30.

## Słuchalność
Według badania Radio Track (wykonane przez Millward Brown SMG/KRC) za okres grudzień-maj 2021/2022, wskaźnik udziału w rynku słuchalności Polskiego Radia Poznań wyniósł 2,3 proc., co dało tej stacji 13. pozycję w poznańskim rynku radiowym.

## Odbiór
Rozgłośnia nadaje trzy programy – nadawane naziemnie i przez internet.

### Radio Poznań – odbiór analogowy
Główny program radia nadaje na pięciu częstotliwościach:
- 100,9 MHz – RTCN Śrem
- 103,6 MHz – RTCN Rusinowo
- 91,1 MHz – RTCN Mikstat
- 91,9 MHz – RTCN Żółwieniec
- 102,4 MHz – SLR Bolewice

### Radio Poznań – odbiór cyfrowy
Od 2015 roku rozgłośni można słuchać na radioodbiornikach  naziemnej radiofonii cyfrowej DAB+.

### MC Radio
25 marca 2008 Radio Merkury uruchomiło program miejski pod nazwą MC Radio, dostępny na jednej częstotliwości:
- 102,7 MHz – SLR Piątkowo – Poznań i okolice (wcześniej częstotliwość wykorzystywała główna antena)

### Radio Merkury Klasyka
Stacja zawierająca muzykę klasyczną i audycje z nią związane (realizowane dla głównego Radia Merkury lub dla kanału), dostępny przez internet.